# ФК Беитар Јерусалим
ФК Беитар Јерусалим је професионални израелски фудбалски клуб из Јерусалима, који тренутно наступа у Премијер лиги Израела, највишем рангу фудбала у Израелу.
Клуб носи традиционалну жуту и црну боју, а као домаћин наступа на Теди стадиону, капацитета 31.733 седећих места.
Навијачи клуба постали су изразито контроверзни политички симбол у израелској фудбалској култури, незванично усклађени с десничарским покретом Ликуд. Беитар је једини клуб из израелске Премијер лиге који никад није потписао уговор са арапским играчем. Навијачи су постали озлоглашени због расистичког скандала Смрт Арапима. У јануару 2019. клуб је прославио прву годину без икаквог случаја организованоног расистичког навијања и деловања навијача. 
Беитар је освојио шест шампионских титула, 11 трофеја у Купу и 2 Суперкупа Израела.

## Историја
Клуб су 1936. године основали Давид Хорн и Шмуел Кирштајн. Хорн је био шеф ревизионистичког ционистичког омладинског покрета који се заједно са странком Ликуд и другим десничарским покретима до данас идентификују као навијачи Беитара.
Током 40-их година 20. века, многи играчи који су такође били чланови тајних организација, које су се противиле британској контроли Палестине, ухапшени су са неколико побуњеничких вођа и протерани у Еритреју. Прогнани играчи из Африке вратили су се 1948. године када је држава Израел прогласила независност.
Маја 2018. године објавио је да мења име, додајући реч Трамп, у част ,,храбре одлуке" америчког председника Доналда Трампа, који је према клубу ,,препознао Јерусалим као вечну престоницу Израела". Међутим, промена клупског имена још званично није извршена.

## Контроверзе
Међу најпознатијим навијачима Беитара је навијачка група која се назива Ла Фамилиа. Ова група позната је по мржњи према Арапима и поносу што је Беитар једини клуб који није довео арапског играча, иако су за њега наступали играчи исламске вероисповести. Ова група пева контроверзне навијачке песме на стадиону и ван њега попут песама Смрт Арапима и Мухамед је хомосексуалац.
Неки од играча муслимана су врло брзо напуштали клуб због нетрпељивости и сукоба са навијачима који су развијали транспарент ,,Беитар - увек чисти". Такође, два навијача су запалила клупске просторије пошто је доведен играч муслиманске припадности, а када је један од њих постигао гол, око три стотина навијача је демонстративно напустило стадион.
Током мунута ћутања за Јицака Рабина, навијачи су звиждали и узвикивали име Јигала Амира, израелског екстремисте који је убио Јицака.

## Трофеји
- Премијер лига
  - Победник (6):1986/87, 1992/93, 1996/97, 1997/98, 2006/07, 2007/08
- Стејт куп
  - Победник (8):1975/76, 1978/79, 1984/85, 1985/86, 1988/89, 2007/08, 2008/09, 2022/23
- Суперкуп
  - Победник (2):1976, 1986
- Тото куп
  - Победник (3):1997/98, 2009/10, 2019/20
- Куп Лилиан
  - Победник (1):1985/86

## Стадион
На почетку оснивања клуб је наступао на стадиону ,,Банана поље", да би се потом преселио на ЈИМКА стадиону који је делио са још једим клубом из Јерусалима.
Током 1991. оба клуба су се преселила на Теди стадиону, названом по дугогодишњем градоначелнику Јерусалима, Теди Колеку. У почету је стадион примао 12.000 гледаоца, а потом је капацитет проширен на 21.600 седећих места. Стадион је реновинар за потребе Европског првенства до 21. године које се одржало у Израелу и данас капацитет износи 31.733.
Стадион је познат под називом Гехена, што је хебрејски облик израза за Пакао, и то због атмосфере која дочекује противничке клубове и њихове навијаче.

## ФК Беитар у европским такмичењима
| Сезона   | Такмичење              | Коло        | Клуб            | Дом. | Гост | Укупно    |
| -------- | ---------------------- | ----------- | --------------- | ---- | ---- | --------- |
| 1993/94. | Лига шампиона          | пр.         | Зимбру          | 2:0  | 1:1  | 3:1       |
| 1993/94. | Лига шампиона          | 1. коло     | Лех             | 2:4  | 0:3  | 2:7       |
| 1995.    | Интертото куп          | Група 10    | Шарлроа         | 0:1  | Н/Д  | 5. место  |
| 1995.    | Интертото куп          | Група 10    | Бурсаспор       | Н/Д  | 0:2  | 5. место  |
| 1995.    | Интертото куп          | Група 10    | Кошице          | 3:5  | Н/Д  | 5. место  |
| 1995.    | Интертото куп          | Група 10    | Вимблдон        | Н/Д  | 0:0  | 5. место  |
| 1996/97. | Куп УЕФА               | пр.         | Флоријана       | 3:1  | 5:1  | 8:2       |
| 1996/97. | Куп УЕФА               | кв.         | Боде/Глимт      | 1:5  | 1:2  | 2:7       |
| 1997/98. | Лига шампиона          | 1. коло кв. | Силекс          | 3:0  | 0:1  | 3:1       |
| 1997/98. | Лига шампиона          | 2. коло кв. | Спортинг        | 0:0  | 0:3  | 0:3       |
| 1997/98. | Куп УЕФА               | 1. коло     | Клуб Бриж       | 2:1  | 0:3  | 2:4       |
| 1998/99. | Куп УЕФА               | 1. коло     | Ренџерс         | 1:1  | 2:4  | 3:5       |
| 2000/01. | Куп УЕФА               | кв.         | ВИТ Грузија     | 1:1  | 3:0  | 4:1       |
| 2000/01. | Куп УЕФА               | 1. коло     | ПАОК            | 3:3  | 1:3  | 4:6       |
| 2005.    | Интертото куп          | 1. коло     | Силекс          | 4:3  | 2:1  | 6:4       |
| 2005.    | Интертото куп          | 2. коло     | Слован Либерец  | 1:2  | 1:5  | 2:7       |
| 2006/07. | Куп УЕФА               | 2. коло кв. | Динамо Букурешт | 1:1  | 0:1  | 1:2       |
| 2007/08. | Лига шампиона          | 2. коло кв. | Копенхаген      | 1:1  | 0:1  | 1:2       |
| 2008/09. | Лига шампиона          | 2. коло кв. | Висла Краков    | 2:1  | 0:5  | 2:6       |
| 2015/16. | Лига Европе            | 1. коло кв. | Ордабси         | 2:1  | 0:0  | 2:1       |
| 2015/16. | Лига Европе            | 2. коло кв. | Шарлроа         | 1:4  | 1:5  | 2:9       |
| 2016/17. | Лига Европе            | 1. коло кв. | Слобода Тузла   | 1:0  | 0:0  | 1:0       |
| 2016/17. | Лига Европе            | 2. коло кв. | Омонија         | 1:0  | 2:3  | 3:3 (пгг) |
| 2016/17. | Лига Европе            | 3. коло кв. | Јелгава         | 3:0  | 1:1  | 4:1       |
| 2016/17. | Лига Европе            | плеј-оф     | Сент Етјен      | 1:2  | 0:0  | 1:2       |
| 2017/18. | Лига Европе            | 1. коло кв. | Вашаш           | 4:3  | 3:0  | 7:3       |
| 2017/18. | Лига Европе            | 2. коло кв. | Ботев Пловдив   | 1:1  | 0:4  | 1:5       |
| 2018/19. | Лига Европе            | 1. коло кв. | Чихура          | 1:2  | 0:0  | 1:2       |
| 2020/21. | Лига Европе            | 1. коло кв. | Теута Драч      | Н/Д  | 0:2  | 0:2       |
| 2023/24. | УЕФА Лига конференције | 2. коло кв. | ПАОК            | 1:4  | 0:0  | 1:4       |